# Xanthia schawerdae
Xanthia schawerdae là một loài bướm đêm trong họ Noctuidae.